# Арей (приток Буя)
Арей (баш. Әри) — река в России, протекает в Башкортостане и Пермском крае. Устье реки находится в 171 км от устья реки Буй по левому берегу. Длина реки составляет 49 км, площадь водосборного бассейна — 454 км². Протекает по территории Татышлинского и Куединского районов.
Исток находится западнее районного центра — села Верхние Татышлы. Крупные населённые пункты на реке — сёла Арибаш, Аксаитово, Верхнекудашево.

## Притоки
(указано расстояние от устья)
- 5,2 км: Биз 1-й
- 7,8 км: Биз 2-й
- 14 км: Зиремзи
- 15 км: Будуш

## Данные водного реестра
По данным государственного водного реестра России и геоинформационной системы водохозяйственного районирования территории РФ, подготовленной Федеральным агентством водных ресурсов:
- Бассейновый округ — Камский
- Речной бассейн — Кама
- Речной подбассейн — Кама до Куйбышевского водохранилища (без бассейнов рек Белой и Вятки)
- Водохозяйственный участок — Буй от истока до Кармановоского гидроузла